# Raffaele Piria
Raffaele Piria (Scilla, 20 de agosto de 1814 – Turim, 18 de julho de 1865) foi um químico italiano, que converteu a substância salicilina em um açúcar e um segundo componente, que oxidado transforma-se em ácido salicílico, o principal componente da droga analgésica aspirina (ácido acetilsalicílico). Outras reações descobertas por Piria foram a conversão do ácido aspártico em ácido málico pela ação do dióxido de nitrogénio, e a reação de compostos nitro aromáticos com sulfetos em sulfonação aromática.